# Kurvenquietschen
Als Kurvenquietschen oder Bogenquietschen werden tonale Rad-Schiene-Geräusche bezeichnet, die beim Befahren von Gleisbögen mit engen Radien und Weichen entstehen können, wenn ein schlupffreies Abrollen der Radsätze nicht möglich ist. Um dem Gleis zu folgen, kommt es dann zum Quergleiten, das das Rad am Kontaktpunkt anregt und das Rad zum Schwingen bringt. 
Bei Gleisbögen mit sehr kleinen Radien kommt es zusätzlich zum Anlauf des Spurkranzes an der kurvenäußeren Schiene.
Das Auftreten von Kurvenquietschen ist nicht eindeutig vorhersagbar. In Tunnels beispielsweise tritt es häufiger auf. Oft ist dies in Verbindung mit der herrschenden Trockenheit der Fall.
Kurvengeräusche von Schienenfahrzeugen umfassen neben dem Quietschen auch rumpelnde und zischelnde Geräusche.

## Minderungspotential
Zur Minderung der Schallemission stehen verschiedene Möglichkeiten zur Verfügung:
- Einsatz gummigefederter Räder, 10 dB – 15 dB[2]
- Verwendung von Radschallabsorbern, 15 dB – 30 dB[2]
- aktiv oder passiv radial einstellende Drehgestelle[3]
- Verwendung von Losrädern (ermöglicht unterschiedliche Drehgeschwindigkeit auf Innen- und Außenradien)
- Verwendung möglichst großer Radien in Gleisbögen.[4]
- Schienenschmierung/-bewässerung, bis 25 dB[2]
- Schienendämpfung, 12 dB – 20 dB[2]

## Schallprognosen
Bei Schallprognosen gemäß 16. BImSchV werden bei Kurvenradien kleiner als 500 m pauschal 3 dB Aufschlag gegeben, bei Kurvenradien kleiner als 300 m beträgt der pauschale Aufschlag 8 dB.